# Elize du Toit
Elize du Toit, född 21 februari 1980 i Grahamstown, Sydafrika, är en brittisk skådespelare.

## Privatliv
du Toit är gift med skådespelaren Rafe Spall sedan 2010.